# Dimitri Gulia
Dimitri Gulia (en abjasio: Дырмит Иасыф-иҧа Гәлиа; en georgiano: დმიტრი გულუა; Varcha, 8 de febrero de 1874-Agudzera, 7 de abril de 1960) fue un famoso escritor y poeta soviético abjasio, considerado el padre de la literatura en abjaso. Ha escrito numerosos poemas, narraciones y novelas y la mayor parte de sus trabajos han sido traducidos al ruso y al georgiano.   

## Biografía
Dmitri Iósif-ipa Gulia nació en una familia de campesinos en la aldea de Varcha (actual distrito de Gulripshi de Abjasia), entonces parte del Imperio ruso. Al nacer lo llamaron Gach, más tarde, después de que su familia adoptó la ortodoxia, cambió su nombre a Dmitri. Su familia fue inicialmente expulsada al Imperio otomano, como muchas familias abjasias guma después de la conquista rusa del Cáucaso, pero sin embargo, el padre de Gulia logró regresar a Abjasia. Gulia estudió en un seminario para profesores en la ciudad georgiana de Gori. 
En 1892, junto con Konstantín Machavariani, compiló el alfabeto abjasio basado en caracteres cirílicos. El alfabeto que desarrollaron se utilizó hasta 1926, cuando, como parte del proceso de toda la Unión, se utilizó el alfabeto latino en la escritura abjasia. De 1938 a 1954, la escritura abjasia fue transferida al alfabeto georgiano, que tampoco correspondía a la composición fonémica de la lengua. En 1921, Gulia organizó y dirigió el primer grupo de teatro abjasio. De 1922 a 1924 enseñó idioma abjasio en la Universidad Estatal de Tiflis.
Gulia fundó y fue editor del primer periódico abjasio Apsny (Abjasia). Sus diversas actividades alcanzaron la culminación en la época soviética. Fue elegido diputado del Sóviet Supremo de la Unión Soviética en la cuarta y quinta convocatoria. Recibió la Orden de Lenin y tres Orden de la Bandera Roja del Trabajo.
En 1951, después de las valoraciones críticas de Iósif Stalin sobre diversos estudios étnicos de la década de 1920, Dmitri Gulia publicó un folleto titulado "Sobre la generación de mi libro-Historia de Abjasia", en el que Gulia enfatiza la unidad étnica de abjasios y georgianos, y no distingue el papel de los abjasios en la formación del Estado georgiano del de los representantes de otras partes de Georgia.
Dmitri Gulia murió el 7 de abril de 1960 en el pueblo de Agudzera (Abjasia) y fue enterrado en la ciudad de Sujumi.

## Obras

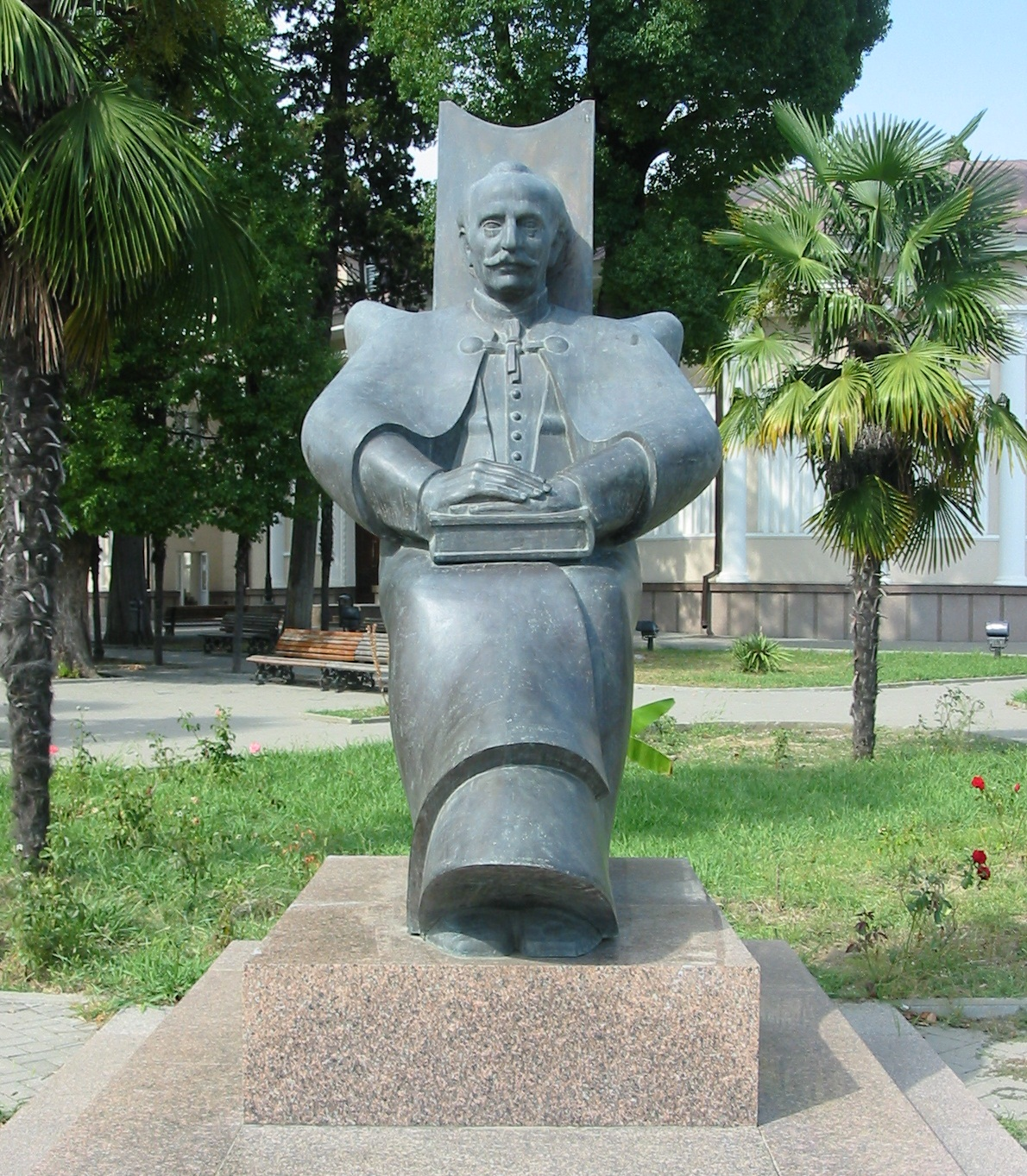
Estatua de Dimitri Gulia en Sujumi

En su colección de poesía (1912), el poeta expresó las esperanzas del pueblo abjasio de un futuro hermoso y el odio hacia cualquier injusticia. Sus letras están impregnadas del patetismo de la creación, la amistad y la unidad de las naciones como en las epopeyas Canción sobre Abjasia (1940), Otoño en el campo (1946). 
Gulia escribió la primera novela abjasia, Bajo el cielo de otra persona (1919). En la novela Kamachich (1940), describió la vida abjasia bajo los zares y el triste destino de una mujer. El papel de Gulia en el desarrollo de la cultura abjasia es enorme. También escribió libros de no ficción sobre la lengua, la cultura y la historia de Abjasia. Sobre el tema de la religión, reflejando las actitudes predominantes en su época, D. Gulia escribió: “porque... (los abjasios) ni el cristianismo ni el Islam están dotados de respeto”. 

## Homenajes
Muchas calles y teatros de Abjasia llevan su nombre. En Sujumi hay una estatua en su honor.